# Esquadra 201
A Esquadra 201 "Falcões" é uma esquadra da Força Aérea Portuguesa. A sua missão consiste na execução de operações de luta aérea defensiva, luta aérea ofensiva e de apoio a forças terrestres e marítimas. É uma de duas esquadras da FAP que operam aviões de combate F-16 Fighting Falcon, sendo a outra a Esquadra 301, também baseada em Monte Real.